# Жоржс Сіксна
Жоржс Сіксна (латис. Žoržs Siksna; *12 квітня 1957) — латвійський співак.

## Біографія
Народився 12 квітня 1957 в селищі Аугсткалне, на території нинішнього Терветського краю Латвії.
Навчався в Терветській школі ім. А. Брігадере і Єлгавській музичній школі (клас кларнета). Брав уроки вокалу у Леоніда Заходніка. Працював солістом в Єлгавському оркестрі «Gamma» і ризькому вокально-інструментальному ансамблі «Modo» Латвійської державної філармонії (з 1973), солістом естрадного оркестру Латвійського телебачення і радіо (1978-1989).
Був першим виконавцем багатьох пісень Раймонда Паулса.
Брав участь у записі альбому з піснями з мюзиклу Раймонда Паулса «Сестра Керрі» (1979) і в постановці мюзиклу «Слуги диявола» (2005). У 1995 вийшов сольний альбом Сіксни «Vasaras vīns».